# Charles Mingus
Charles Mingus (* 22 aprilie 1922, Nogales/Arizona - †5 ianuarie 1979, Mexic)  a fost un contrabasist și compozitor american de jazz. 
La începutul carierei Mingus a cantat împreună cu Charlie Parker, Thelonious Monk, Dizzy Gillespie și alții, mai târziu a înregistrat albume ca lider sub numele lui propriu. Compozițiile lui își au radacinile în muzica gospel și blues.
După moartea lui în Mexic, cenușa i-a fost împraștiată în râul Gange din India.

## Discografie selectivă
- 1956: Pithecanthropus Erectus (Atlantic 1237)
- 1957: The Clown (Atlantic 1260)
- 1957: Tijuana Moods (RCA LPM 2533)
- 1959: Blues & Roots  (Atlantic SD 1305)
- 1959: Mingus Ah Um (Columbia CS 8171)
- 1959: Mingus Dynasty (Columbia CL 1440)
- 1959: Nostalgia in Times Square (CBS 88337)
- 1962: Tonight At Noon (Atlantic SD 1416)
- 1963: The Black Saint and the Sinner Lady (Impulse AS 35)
- 1963: Mingus Mingus Mingus Mingus (Impulse AS 54)
- 1964: Right Now (die beste Mingusaufnahme; leider sehr unbekannt)
- 1974: Changes One/Two (Atlantic SD 1677 und 1678)
- 1977: Cumbia and Jazz Fusion (Atlantic SD 8801)
- 1985: Mingus in Europe Volume 1 (Enja 3049)